# 天目山 (山梨縣)
天目山（てんもくざん）是山梨縣甲州市大和町的山，標高1380公尺。原名木賊山，後因山中創建棲雲寺，改以其山號為名。

## 由來
原本因山中的木賊村而稱為「木賊山」。南北朝時代貞和4年∕正平3年（1348年），臨濟宗僧・業海本淨在山中創建天目山護國禪寺，即日後的棲雲寺。之後以寺的山號「天目山」為山名。

## 武田氏滅亡之地
此地是甲斐武田氏的兩度滅亡之地。

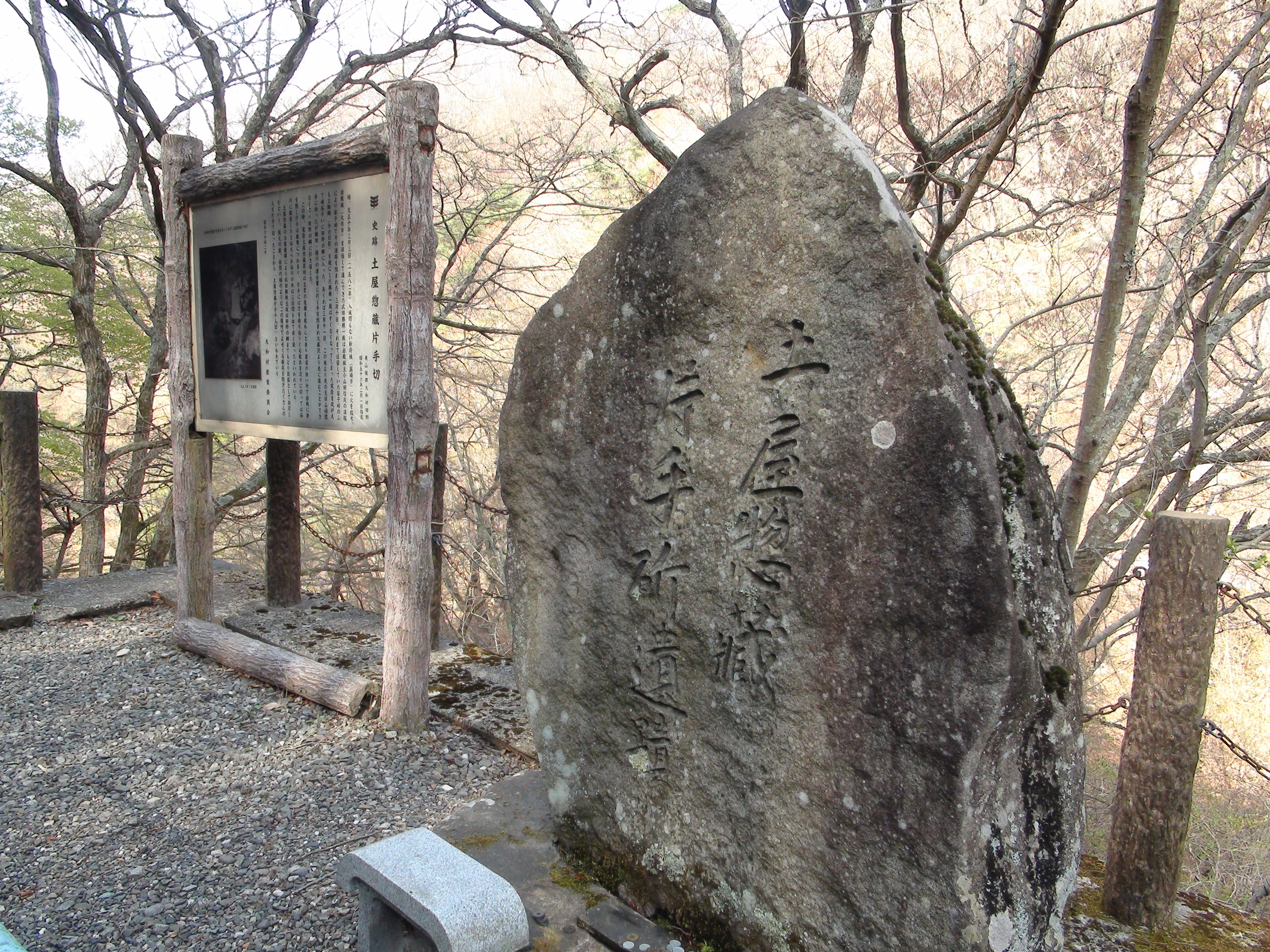
天目山的崖道「土屋昌恒片手切り」的史跡

應永24年（1417年），武田氏第13代當主武田信滿因上杉禪秀之亂遭到室町幕府追討，在山中的木賊村自害，導致甲斐武田氏一時斷絕。
再興的甲斐武田氏在165年後的天正10年（1582年），受到織田信長・德川家康連合軍的攻擊，武田氏第20代當主武田勝賴在山麓的田野村自害，甲斐武田氏滅亡。

## 關連項目
- 天目山之戰

35°39′23″N 138°48′58″E / 35.65639°N 138.81611°E